# Trzy Królestwa Korei
Trzy Królestwa Korei – królestwa Baekje, Goguryeo i Silla, które zajmowały tereny Półwyspu Koreańskiego i części Mandżurii w okresie od I wieku p.n.e. do VII wieku. Przed okresem Trzech Królestw i podczas jego trwania istniały też mniejsze królestwa i państwa plemienne, takie jak Gaya, Tongye, Okjeo, Buyeo, Usan, Tamna i inne. Nazwa Samguk – „Trzy Królestwa” pojawia się w tytułach klasycznych dzieł koreańskiej literatury Samguk Sagi i Samguk Yusa.

## Rys historyczny
Tradycyjnie za początek tego okresu uznaje się rok 57 p.n.e., kiedy królestwo Saro (później Silla) w południowo-wschodniej części półwyspu uniezależniło się od imperium chińskiej dynastii Han. Goguryeo, na północy półwyspu (na południe od rzeki Jalu) uniezależniło się od Chin w roku 37 p.n.e. Według źródeł koreańskich w 18 p.n.e. dwaj książęta Goguryeo opuścili królestwo by uniknąć walki o sukcesję i założyli na południowym zachodzie półwyspu królestwo Baekje (według źródeł chińskich Baekje zostało założone w IV wieku). Jego stolica znajdowała się w pobliżu dzisiejszego Seulu, następnie została przeniesiona do miasta Ungjin (dziś Gongju), później zaś Sabi (dziś powiat Buyeo). W I wieku n.e. od Baekje oddzieliło się królestwo Gaya.
Pod koniec rządów dynastii Han w Chinach, na początku III wieku, trzy królestwa rozwijały się, dzieląc wspólną kulturę. Ich pierwotne religie opierały się na szamanizmie. Od I wieku wśród wyższych warstw społeczeństwa rozprzestrzeniał się konfucjanizm i taoizm. W IV wieku szybko rozprzestrzenił się buddyzm stając się oficjalną religią we wszystkich trzech królestwach.
W przymierzu z chińską dynastią Tang, Silla podbiła Goguryeo w 668 po wcześniejszym podbiciu Baekje w 660, rozpoczynając okres Zjednoczonej Silli i kończąc okres „Trzech Królestw”.

## Trzy Królestwa

### Goguryeo
Goguryeo, największe z królestw, miało dwie, wymiennie funkcjonujące stolice. Nangnang (dziś Pjongjang) i Kungae nad rzeką Yalu. W początkach swego rozwoju, królestwo podbiło kawałek po kawałku duże obszary Mandżurii, odbierając w końcu Chińczykom Nangnang w 313. Wpływ kultury Chin na Goguryeo był duży aż do przyjęcia buddyzmu jako oficjalnej religii w 372.

### Baekje
W IV wieku królestwo Baekje było bardzo potężne i dominowało nad południową połową półwyspu.

### Silla
Królestwo Silla (które przyjęło tę nazwę w 503, poprzednio nazywało się Saro) zaanektowało sąsiednie królestwa Gaya w pierwszej połowie IV wieku. Goguryeo oraz Baekje odpowiedziały na to formując alians. Aby zabezpieczyć się przed ewentualnym atakiem obu państw, zacieśniła swe relacje z dynastią Tang. Po podbiciu Goguryeo i Baekje, Silla usunęła siły chińskie z półwyspu i zajęła tereny na południe od Pjongjangu.
Stolicą Silli było miasto Seorabeol (dziś Gyeongju). Buddyzm stał się oficjalną religią królestwa w roku 528.